# Mellom-Vallsjön
Mellom-Vallsjön är en sjö i Halmstads kommun i Halland och ingår i Suseåns huvudavrinningsområde.